# ラートプラーオ通り
ラートプラーオ通り（ラートプラーオどおり）あるいはラップラーオ通り(ラップラーオどおり、タイ語:ถนนลาดพร้าว タノン・ラートプラーオ、Lat Phrao Road)は、タイ・バンコクにある主要道路。チャトゥチャック区のパホンヨーティン通りを起点に、フワイクワーン区、ワントーンラーン区、バーンカピ区を通過する。

## 接続する主な道路
- パホンヨーティン通り
- ラッチャダーピセーク通り
- ラムカムヘン通り

## 接続する駅・路線
- ラートプラーオ駅、パホンヨーティン駅（バンコク・メトロ）

## 通り沿いにある施設
- Big C ラートプラーオ店
- インペリアル・ワールド ラートプラーオ
- ザ・モール バンカピ
- セントラル・プラザ ラートプラオ
- Makro ラートプラーオ店
- ロータス ラートプラーオ店
- ラートプラーオ郵便局